# Örebrobostäder
Örebrobostäder Aktiebolag (förkortat ÖBO) är ett kommunalt bostadsföretag i Örebro kommun vars uppdrag är att skapa goda boendemiljöer med bredd och variation i Örebro kommun.
Dess huvudkontor ligger vid Fredsgatan 20 A i Örebro.

## Historia
På 1940-talet var bristen på bostäder akut i Örebro. Därför föreslogs stadsfullmäktige den 15 oktober 1946 bildandet av en kommunal bostadsstiftelse. Senare samma månad, den 30 oktober, inrättades Stiftelsen Hyresbostäder.
Den första uppgiften blev byggnationen av Stjärnhusen i Rosta, som uppfördes under åren 1947-52. Nästa stora uppgift var Baronbackarna, som byggdes 1954–1957. Norrby började att byggas 1956, och därefter Tybble. Stiftelsen Hyresbostäder blev också ansvarig för den kritiserade saneringen av Söder, där träkåksbebyggelse från 1700- och 1800-talen fick ge vika för moderna betongskapelser.
Stiftelsen Hyresbostäders förste chef var Harald Aronsson, som innehade den posten från 1954 till 1971, då han utnämndes till landshövding i Örebro län. Namnbytet till Örebrobostäder (Öbo) skedde 1989, då företaget omvandlades till aktiebolag. Sedan 1995 ingår företaget i koncernen Örebro Rådhus AB.
År 2016 disponerade Öbo över drygt 22 000 lägenheter med knappt 43 000 hyresgäster.

## Bostadsområden som tillhör Öbo
- Stjärnhusen i Rosta, byggår 1947–1952
- Baronbackarna, byggår 1954–1957
- Norrby, byggår 1956–1964
- Södercity, byggår 1956–1965
- Tybble, byggår 1957–1960
- Markbacken, byggår 1958–1963
- Varberga, byggår 1962–1966
- Oxhagen, byggår 1964–1967
- Vivalla, byggår 1967–1970
- Brickebacken, byggår 1969–1973
- Västhaga, byggår 1970–1972

De har även fastigheter (hus och/eller lägenheter) som kan hyras i bland annat Almby, Björkhaga, Lillån och Väster (Vasastan).